# Fostersøskende
Fostersøskende er to eller flere børn, der er vokset op sammen i samme familie, uden at være beslægtede.
Det kan fx være en ven hvis forældre er gået bort. Fostersøskende blev mest brugt i gamle dage, jf. eksempelvis Absalon og Valdemar 1. den Store.
Den nutidige betegnelse er adoptivsøskende.